# Pigazzano
Pigazzano is een plaats (frazione) in de Italiaanse gemeente Travo.